# Kanton 10
Kanton 10 (auch Kanton Livno/Livanjski kanton/Hercegbosanska županija genannt;) ist einer der zehn Kantone der Föderation Bosnien-Herzegowina, einer der beiden Entitäten des Staates Bosnien und Herzegowina.
Der Name des Kantons war lange zwischen Repräsentanten von Kroaten und Bosniaken umstritten. In offiziellen Dokumenten wird er deshalb meist nach der laufenden Nummer als Kanton 10 bezeichnet. Der Kanton hat eine Fläche von 4.934,9 km², aber nur etwa 84.000 Einwohner und ist damit zugleich der flächengrößte und der am dünnsten besiedelte Kanton der Föderation. Verwaltungssitz ist Livno.

## Ausdehnung und Geschichte
Der Kanton erstreckt sich über den südwestlichen Teil Bosniens. Das Gebiet um Livno, Tomislavgrad und Kupres gehörte zur osmanischen Zeit nicht zum damaligen Sandschak Herzegowina, sondern zunächst zum Sandschak Klis (in Dalmatien) und dann, nachdem dieser zum größten Teil venezianisch wurde, zu Bosnien. Es wurde als Završje bezeichnet. Seine Städte, insbesondere Livno, hatten ein bosnisch-geprägtes urbanes Stadtbild.

## Bevölkerung
Der Kanton hatte 2013 etwa 84.000 Einwohner und ist mit weniger als 20 Einwohnern pro Quadratkilometer sehr dünn besiedelt. Er ist einer der drei Kantone der Föderation Bosnien-Herzegowina mit mehrheitlich kroatischer Bevölkerung: Fast 77 % der Bevölkerung gab bei der Volkszählung 2013 an, zu den Kroaten zu zählen.

## Gemeinden

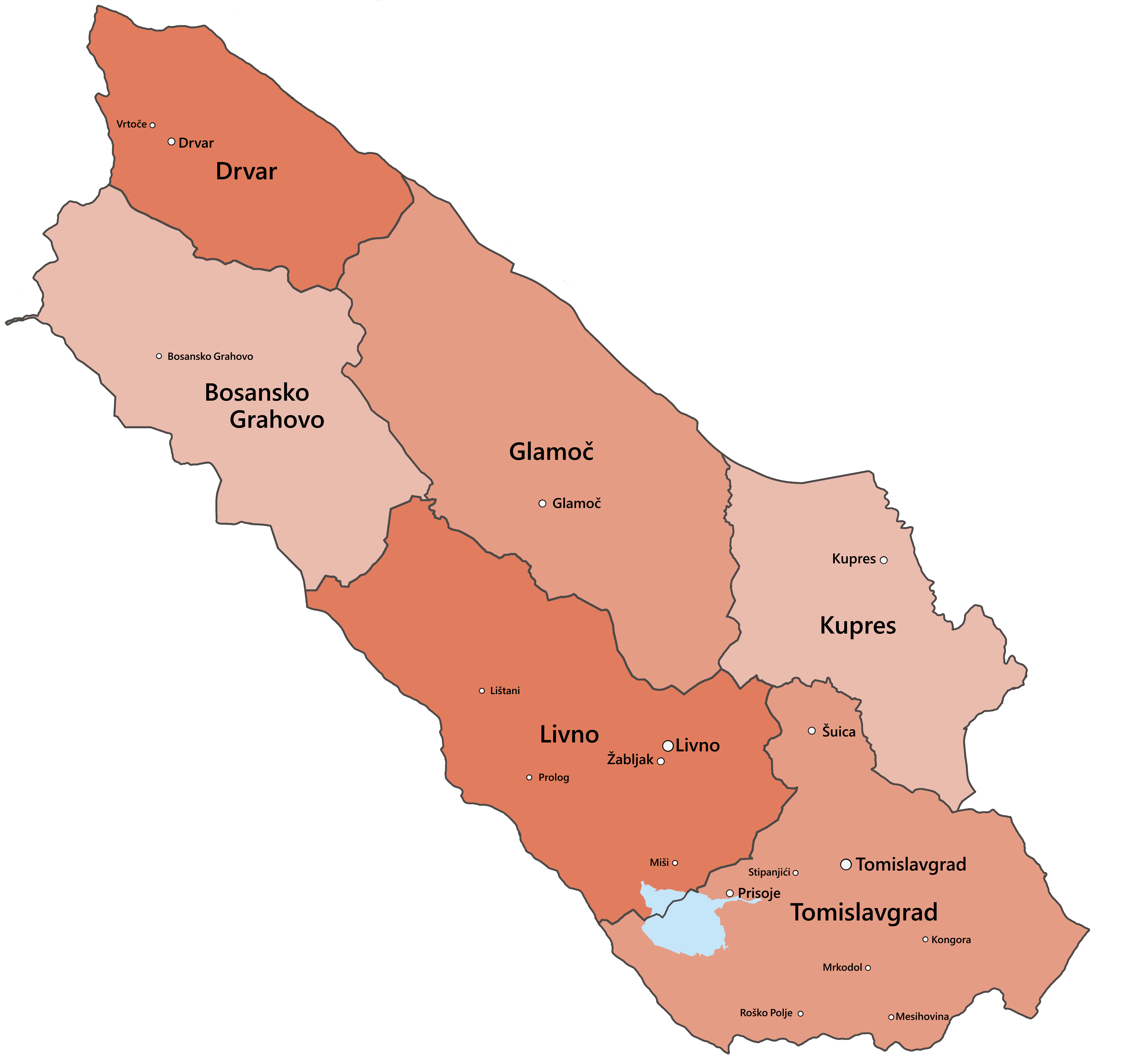
Kanton 10 und seine Gemeinden

Der Kanton umfasst folgende sechs Gemeinden (Einwohnerzahlen von 2018):
- Bosansko Grahovo (2.209)
- Drvar (6.228)
- Glamoč (3.543)
- Kupres (4.916)
- Livno (33.079)
- Tomislavgrad (30.733)